# Tillandsia wilinskii
Tillandsia wilinskii är en gräsväxtart som beskrevs av Eric J. Gouda. Tillandsia wilinskii ingår i släktet Tillandsia och familjen Bromeliaceae. Inga underarter finns listade i Catalogue of Life.